# Jean Geney
Ne doit pas être confondu avec Jean Genet.
Jean Geney, né le 26 septembre 1939 à Mélisey (Haute-Saône), est un homme politique français.

## Détail des fonctions et des mandats
Mandat parlementaire
- 28 mars 1993 - 21 avril 1997 : Député de la 4e circonscription du Doubs[1]

Mandat municipal
- 20 mars 1989 - 22 octobre 2010[2] : Maire d'Étupes